# Diamantino Miranda
Diamantino Manuel Fernandes Miranda (* 3. Mai 1959 in Sarilhos Pequenos, Moita) ist ein ehemaliger portugiesischer Fußballspieler und heutiger -trainer. Als Spieler war er besser bekannt unter seinem ersten Vornamen Diamantino.

## Spielerkarriere
Zu Beginn seiner Karriere spielte Diamantino für Vitória Setúbal, Benfica Lissabon und den Amora FC. Aufgrund seines noch jungen Alters war er bei diesen Stationen noch kein Stammspieler, konnte aber mit Benfica bereits seine ersten nationalen Erfolge feiern. 1981 wechselte Diamantino zu Boavista Porto, wo er erstmals als Stammspieler eingesetzt wurde. Bereits nach einer Saison kehrte er zu Benfica zurück. In den folgenden 8 Jahren seiner Karriere entwickelte er sich zum Leistungsträger und Schlüsselspieler beim portugiesischen Traditionsverein und trug maßgeblich zu vielen Titeln bei. Bis 1990 gewann er mit seiner Mannschaft 4-mal die Meisterschaft, 4-mal den Pokal und 2-mal den Supercup. Dazu stand er 1988 und 1990 noch im Finale des Europapokals der Landesmeister. Beim ersten Versuch scheiterte sein Team mit 6:5 im Elfmeterschießen an der PSV Eindhoven und beim zweiten Finale verlor der Verein mit 0:1 gegen den AC Mailand. Nach dem verlorenen Europapokalfinale 1990 wechselte Diamantino zu Vitória Setúbal, für die er bereits zu Beginn seiner Laufbahn gespielt hatte. Mit dem Verein stieg er nach einer Saison ab, schaffte aber in seiner letzten Saison als Profifußballer noch den Aufstieg zurück in die erste Liga.

## Nationalmannschaft
Zwischen 1981 und 1986 absolvierte Diamantino insgesamt 22 Länderspiele für die portugiesische Fußballnationalmannschaft und erzielte dabei 5 Tore. Er gehörte unter anderem zum Kader bei der Fußball-Europameisterschaft 1984 und der Fußball-Weltmeisterschaft 1986. 

## Trainerkarriere
Mit Vitória Setúbal trainierte Diamantino Miranda zunächst seinen letzten Profiverein, mit dem er noch den Aufstieg in die erste Liga geschafft hatte. Für die Saison 1995/96 wurde er vom SC Campomaiorense verpflichtet, die in dieser Spielzeit erstmals in ihrer Vereinsgeschichte in der SuperLiga vertreten waren, die Klasse jedoch nicht halten konnten. Nach einem kurzen Zwischenspiel bei Desportivo de Beja kehrte Diamantino zu Campomaiorense zurück und schaffte mit dem Team den Wiederaufstieg. Aufgrund des schlechten Saisonstarts wurde er aber bereits kurze Zeit später entlassen und übernahm das Traineramt beim Gil Vicente FC, die in der Saison zuvor in die zweite Liga abgestiegen waren. Von 1998 bis 2000 und von 2003 bis 2005 trainierte Diamantino den Zweitligisten FC Felgueiras. Nachdem dem Verein am Ende der Saison 2004/05 die Lizenz entzogen wurde, trainierte er Portimonense SC und Varzim SC. Von Januar bis Mai 2008 war er der Trainer vom SC Olhanense. Seit dem 27. Mai 2008 ist er der Co-Trainer von Quique Sánchez Flores beim 31fachen portugiesischen Meister Benfica Lissabon. Im Sommer 2009 wurde der Vertrag des Cheftrainers aufgelöst, aber Miranda blieb dem Verein als Co-Trainer erhalten.

## Titel
- als Spieler:
  - 4× Portugiesischer Meister: 1983, 1984, 1987, 1989
  - 5× Portugiesischer Pokalsieger: 1980, 1983, 1985, 1986, 1987
  - 3× Portugiesischer Supercupsieger: 1980, 1985, 1989
  - Europapokal der Landesmeister: Finalist 1987/88, 1989/90
  - UEFA Cup: Finalist 1982/83